# Anica Bošković
Anica Bošković (Dubrovnik, 3. studenog 1714. – Dubrovnik, 13. kolovoza 1804.) je bila hrvatska književnica. Pisala je pjesme (pastorale) i prevodila je s talijanskog jezika. Prva je hrvatska književnica, kojoj je objavljeno djelo na hrvatskom jeziku i prva književnica u Hrvatskoj, kojoj je objavljena knjiga za vrijeme njenog života.

## Životopis
Anica, krsnim imenom Ana-Marija, rođena je 1714. godine u Dubrovniku.
Anica Bošković je rođena od roditelja majke Paule Bettera, kćerke jedne talijanske bogate obitelji, i oca Nikole Boškovića, trgovca podrijetlom iz Orahovog Dola. Sestra je slavnog brata Ruđera Boškovića.
Umrla kao posljednji izdanak obitelji Nikole i Pave Bošković. Umrla je 12. kolovoza 1804. godine. Pokopana je uz majku u franjevačkoj crkvi samostana Male braće na Stradunu. Društvo „Anice Bošković” postavilo je 1939. nadgrobnu ploču.
Nije se nikad udavala. Osim hrvatskim, služila se latinskim, francuskim i talijanskim jezik.
Najpoznatije joj je djelo „Razgovor pastirski varhu porođenja Gospodinova jedne djevojčice Dubrovkinje” (1758.), koje je poznato i kao „Ljubica”. To je jedino tiskano djelo jedne žene u književnoj povijesti Dubrovačke Republike.
Anica Bošković uz Mariju Betteru-Dimitrović, Lukreciju Bogašinović, Juliju Bunić, Nadu Bunić i Katarinu Zrinsku spada u prva velika ženska imena hrvatske književnosti, odnosno, predstavljaju začetak t.zv. ženskog pisma.

## Djela
- „Razgovor pastirski vrhu porođenja Gospodinova jedne djevojčice Dubrovkinje”
- „Bambin”
- „Razgovor na križu s Isukrstom propetijem”
- „U hvalu brata Ruđera”
- „Misli djevojke kad meće na se kaluđersko odijelo”
- „Razgovor o propetom jezusu”
- „Nestalnost ljepote”
- „Djevica i Ljubica”

### Članci
- Obradović Mojaš, Jelena. 2023. Ivo Vojnović i Ernest Katić o Bambinu Anice Bošković. Crkva u svijetu. Sveučilište u Splitu - Katolički bogoslovni fakultet. Split. 58 (4): 699–729
- Foretić, Miljenko. 1989. Bošković, Anica. Hrvatski biografski leksikon. Zagreb.  journal zahtijeva |journal= (pomoć)